# Zoho Corporation
Zoho Corporation est une entreprise créée en 1996 en Californie (États-Unis) et aujourd'hui basée à Chennai (Inde). Elle est spécialisée dans la production de SaaS.
La société a été fondée par Sridhar Vembu et Tony Thomas et a une présence dans sept endroits avec son siège social mondial à Chennai, Tamil Nadu, Inde et un autre siège social à Pleasanton, en Californie.

## Présentation
De 1996 à 2009, la société était connue sous le nom d'AdventNet, Inc[réf. nécessaire].
AdventNet a étendu ses opérations au Japon en 2001. Zoho CRM a été lancé en 2005, suivi par les versions de Projects, Creator et Sheet en 2006. Zoho s'est étendu à l'espace de collaboration avec la sortie de Zoho Docs et Zoho Meeting en 2007.
En 2008, la société ajoute des applications de facturation et de messagerie, atteignant un million d'utilisateurs en août de la même année.
En 2009, la société a été renommée Zoho Corporation d'après sa suite bureautique en ligne. La société demeure une propriété privée.
En 2017, Zoho a lancé Zoho One, une suite complète de plus de quarante applications.
Début 2020, Zoho dépasse les 50 millions de clients professionnels.
Fin 2023, Zoho célèbre ses 100 millions d'utilisateurs dans le monde, dans plus de 150 pays.
L'entreprise est principalement connue pour son CRM et ses applications en ligne (Zoho Mail, Zoho Books, Zoho Writer, Zoho Show, etc.).